# STS-102
STS-102 (englisch Space Transportation System) ist die Missionsbezeichnung für einen Flug des US-amerikanischen Space Shuttles Discovery (OV-103) der NASA. Der Start erfolgte am 8. März 2001. Es war die 103. Space Shuttle Mission, der 29. Flug der Raumfähre Discovery und der 8. Flug eines Shuttles zur Internationalen Raumstation (ISS).

## Mannschaft

### Shuttle-Besatzung
- James Wetherbee (5. Raumflug), Kommandant
- James Kelly (1. Raumflug), Pilot
- Paul Richards (1. Raumflug), Missionsspezialist
- Andrew Thomas (3. Raumflug), Missionsspezialist

### ISS-Crew Hinflug
ISS-Expedition 2:
- Juri Ussatschow ( Russland)(4. Raumflug), Kommandant
- Susan Helms (5. Raumflug), Bordingenieurin
- James Voss (5. Raumflug), Bordingenieur

### Ersatz
- Juri Onufrijenko ( Russland) für Ussatschow
- Daniel Bursch und Carl Walz für Helms und Voss

### ISS-Crew Rückflug
ISS-Expedition 1:
- William Shepherd (4. Raumflug), Kommandant
- Juri Gidsenko ( Russland) (2. Raumflug), Bordingenieur
- Sergei Krikaljow ( Russland) (5. Raumflug), Bordingenieur

(nach einer Flugzeit von 140 Tagen, 23 Stunden und 39 Minuten zur Erde zurückgekehrt; Hinflug mit Sojus TM-31)

## Missionsüberblick
Die Mannschaft lieferte neben weiteren wissenschaftlichen Gerätschaften mit Leonardo erstmals eines der drei italienischen Mehrzweck-Logistikmodule mit Experimenten für das Labormodul Destiny an die im Bau befindliche Internationale Raumstation. Insgesamt war die Discovery fast neun Tage an der Station angedockt, während die Crew mit zwei Ausstiegen (EVAs) Vorarbeiten u. a. für den mit der nächsten Mission (STS-100) ankommenden Roboterarm Canadarm2 leistete. Weiterhin wurde bei diesem Flug die erste permanente ISS-Besatzung durch neues Personal abgelöst. Der erste Ausstieg war mit 8 Stunden und 56 Minuten der bis dahin längste Außenbordeinsatz.

## Missionsverlauf
Die Discovery dockte am 10. März, 6.38 Uhr UTC am vorderen Kopplungsaggregat der Internationalen Raumstation an. Zuvor waren die Solarzellenflächen der Station in einer bestimmten Lage arretiert worden. Diese Lage bot die größte Sicherheit, dass die Solarzellen nicht durch Triebwerksabgase des Shuttle beschädigt werden. Hier kam es zu einer einstündigen Verzögerung.

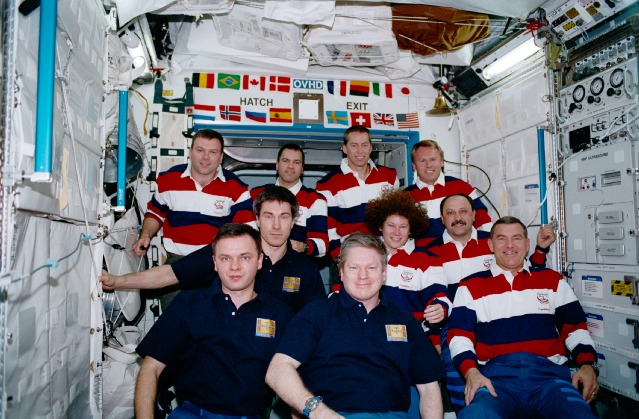
ISS-Expedition 1 und 2, zusammen mit der Crew von STS-102, an Bord der ISS

Während der Mission STS-102 fand der erste Wechsel der Besatzung der Internationalen Raumstation statt. Die zweite Crew bestand aus dem russischen Kommandanten Juri Ussatschow und den US-Astronauten Susan Helms und James Voss. Der Transfer fand in mehreren Etappen statt. Zunächst wechselte Juri Ussatschow in die Station und löste den Sojus-Piloten Juri Gidzenko ab. Vier Tage blieben den Kommandanten der ersten und zweiten Stammbesatzung William Shepherd und Juri Ussatschow anschließend für die Übergabe. Dabei sprachen sie über die bisher geleisteten Arbeiten sowie über Besonderheiten und Probleme. Dann standen Entladearbeiten und Installationen im Mittelpunkt.
Mit der Discovery gelangten 7 Racks mit Systemkomponenten und Experimenten in das US-Labormodul Destiny. Zwei Racks enthielten Energiekonverter, die für die Steuerungs- und Experimentiergeräte an Bord der Station verschiedene Spannungen zur Verfügung stellen. Zwei weitere Racks enthielten die Steuerungsanlagen für den kanadischen Manipulatorarm und dessen vier Kameras. Die beiden übrigen Racks umfassten Anlagen zum Betrieb des Ku-Band-Kommunikationssystems sowie eine medizinische Notfallausrüstung. Zu dieser gehörten unter anderem ein Defibrillator und ein Ultraschallgerät. Des Weiteren wechselten 3 wiederverwendbare Stauraumelemente und mehrere Behälter mit Versorgungsgütern in die Station. Schließlich wurde das erste Wissenschafts-Rack in Destiny installiert. Mit der Human Research Facility wird medizinische Forschung betrieben. Die ersten wissenschaftlichen Studien führten die Mitglieder der ISS-Expedition 2 bereits am zweiten Flugtag an Bord der Discovery durch. Beim Hoffmann-Reflex-Experiment wurde die Reaktionsgeschwindigkeit des Rückenmarks untersucht. Ein spezieller Reiz auf die Beinmuskulatur führte zu einer unmittelbaren Reaktion. Aus der Veränderung der Reaktionsdauer während und nach der Anpassung an die Schwerelosigkeit konnte man Rückschlüsse auf die Reizverarbeitung im Rückenmark ziehen. Das Experiment wurde am sechsten Flugtag wiederholt. Anschließend wurde die Apparatur in die Station gebracht, wo weitere Tests folgten.

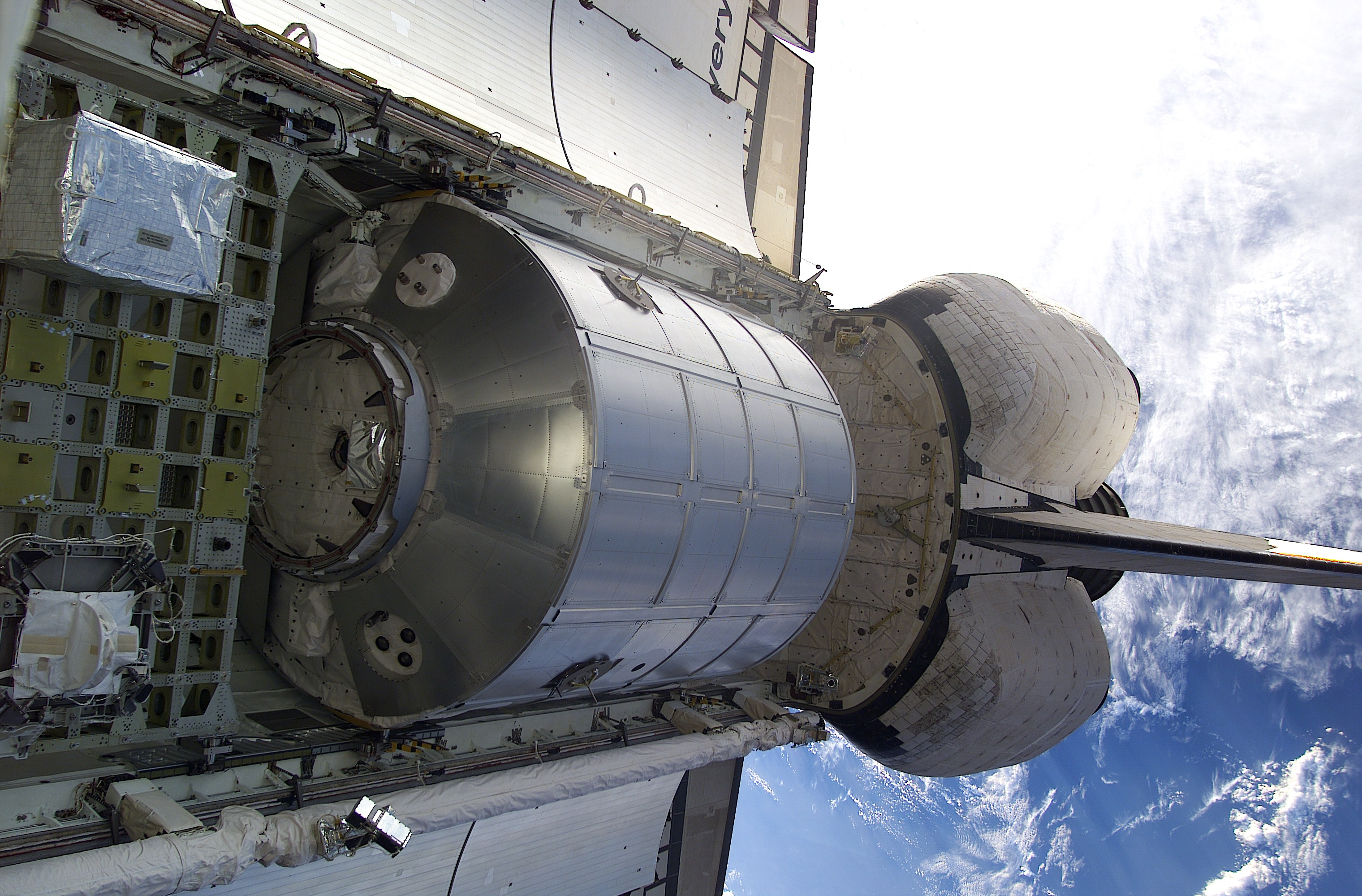
Leonardo-Modul in der Ladebucht der Discovery

Alle Racks waren zum Transport in einem in Italien entwickelten und gebauten Logistikmodul (MPLM – MultiPurpose Logistics Module) untergebracht, das bei dieser Mission seinen ersten Einsatz erlebte. Das Leonardo genannte Logistikmodul verfügt über eigene Anlagen zur Belüftung, Kühlung und Beleuchtung. Es ist 6,4 Meter lang, zylindrisch mit einem Durchmesser von 4,6 Metern. Seine Leermasse beträgt etwa 4,1 t. Es kann bis zu 9,1 t Nutzlast in 16 Racks aufnehmen. Maximal 5 Racks können vom Start bis zum Andocken der Raumfähre oder nach dem Abkoppeln bis zur Landung intern mit Energie versorgt werden. Dadurch wurde es möglich, eingefrorene Proben für biomedizinische Experimente zu transportieren. Leonardo verfügt mit Raffaello und Donatello über zwei baugleiche Brüder, von denen allerdings Donatello niemals zum Einsatz kam.
Leonardo wurde am 12. März aus der Ladebucht gehoben und an der Unterseite des ISS-Moduls Unity angedockt. Dazu musste am Vortag der Kopplungsadapter PMA 3 umgekoppelt werden. Dies geschah beim ersten Außenbordeinsatz (Voss und Helms, 8:56 h). Dabei lösten die Astronauten zunächst mehrere Daten- und Stromkabel. Des Weiteren wurde eine Kommunikationsantenne auf der Backbordseite von Unity demontiert, eine Arbeitsplattform auf Destiny angebracht und ein Sockel für den kanadischen Manipulator installiert. Dieser wurde im April mit der Endeavour (STS-100) in den Orbit gebracht. Zum Schluss montierten Voss und Helms einen Kabelkanal für die Versorgungsleitungen zum Manipulator. Die geplanten Arbeiten konnten nicht vollständig ausgeführt werden, da Voss zunächst ein Verbindungsstück verlor. Es wurde durch ein Reserveteil ersetzt.
Nachdem am 12. März James Voss und Sergej Krikaljow die Plätze tauschten und das Logistikmodul geöffnet wurde, begann die gemischte Stationsbesatzung mit dem Entladen des voluminösen „Umzugscontainers“.
Beim zweiten Ausstieg der Mission (6:21 h) brachten Thomas und Richards am 13. März zunächst die Arbeiten von Voss und Helms zum Abschluss, indem sie mehrere Kabel mit dem neu installierten Sockel verbanden. Danach montierten sie eine Lagerplattform auf Destiny und schlossen einen Behälter an die externe Stromversorgung an. Eine elektrische Heizung sorgt dafür, dass hier gelagerte Geräte nicht einfrieren. Thomas und Richards installierten anschließend eine Reserve-Pumpe für den externen Kühlmittelkreislauf. Dann inspizierten sie ein defektes Messgerät für elektrische Ladungen, „erstiegen“ die Spitze des Solarzellenmastes, arretierten hier einen Verriegelungsmechanismus an einem der Backbord-Paneele, überprüften und fotografierten die Außenseite der Station, insbesondere einen defekten Ventilator sowie ein Verbindungsstück.

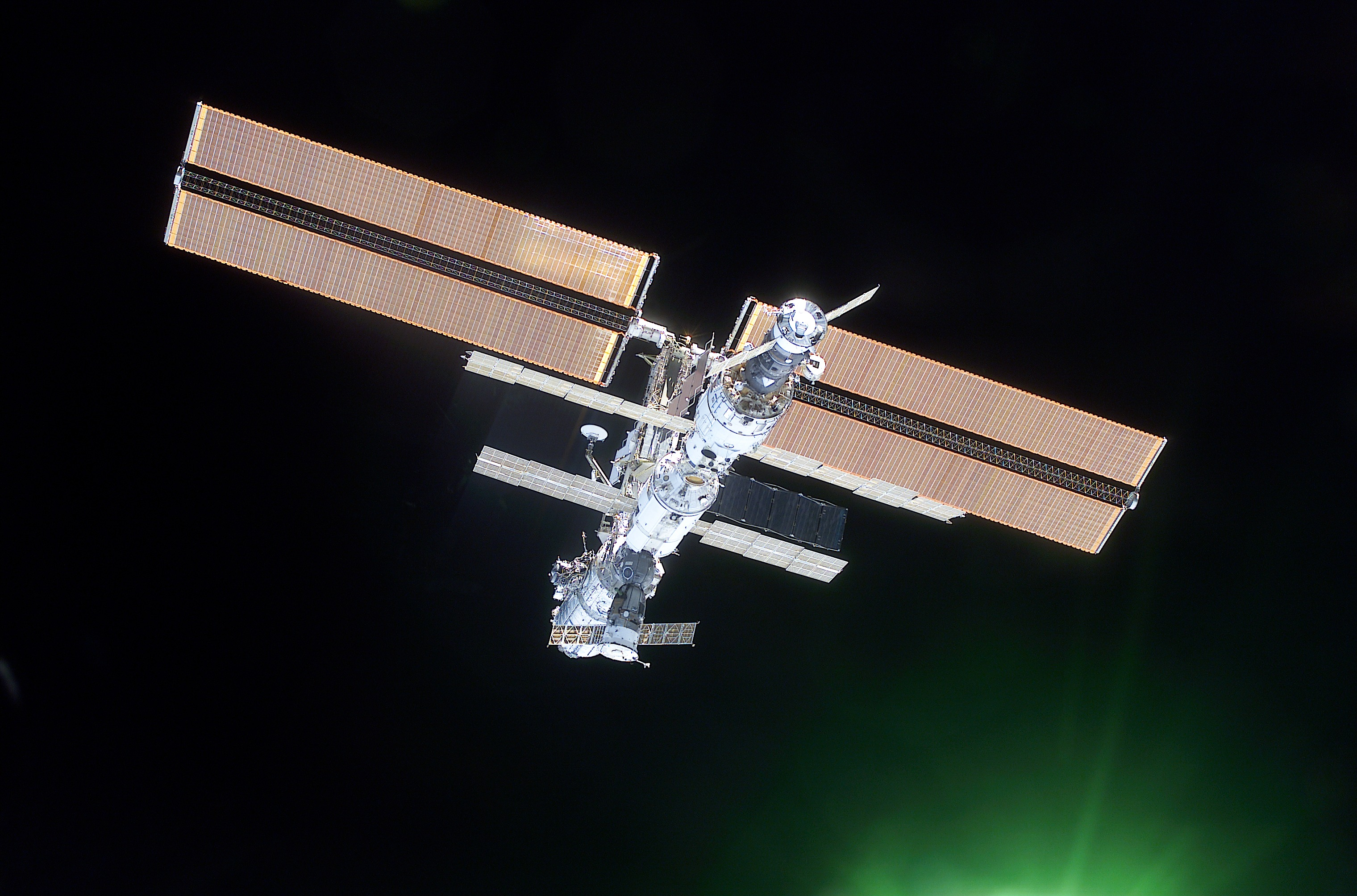
Die ISS nach der Abkopplung

Am 14. März wechselten der Kommandant der ersten Stammbesatzung, William Shepherd, in die Discovery und Susan Helms in die Station. Danach beteiligten sich alle Raumfahrer am Transport von Versorgungsgütern und Ausrüstungen sowie an der Installation der neuen Anlagen. Aufgrund der Kollisionsgefahr mit dem beim ersten Ausstieg verlorenen Verbindungsteil wurde die erste von drei geplanten Bahnanhebungen um einen Tag vorverlegt. Die weiteren Bahnmanöver erfolgten am 16. und 17. März. Außerdem wurde entschieden, den Flug um einen Tag zu verlängern, damit die Ladung für den Rückflug gleichmäßiger im Logistikmodul untergebracht werden konnte. Rund eine Tonne Müll und Verpackungsmaterial wurde zurück auf die Erde gebracht.
Das wissenschaftliche Programm an Bord der Discovery bestand vor allem aus automatisch ablaufenden biologischen Experimenten von US-amerikanischen Schülern verschiedener Altersgruppen. So waren insgesamt 21 Container mit Saatgut an Bord (Experiment SEEDS), dessen Keimung sich in der Schwerelosigkeit vollzog. Auf der Erde wurde danach das Wachstum dieser Keimlinge mit normalen Tomaten-, Sojabohnen und Getreide-Pflanzen verglichen.
Am 18. März wurde MPLM Leonardo wieder von Unity abgekoppelt und im Laderaum des Shuttle verstaut. Am folgenden Tag legte die Discovery von der Station ab, umrundete sie einmal und entfernte sich dann langsam von ihr. Nach den üblichen Landevorbereitungen, zu denen diesmal auch die Installation dreier Spezialsitze für die Langzeitflieger im Mitteldeck gehörte, landete die Raumfähre bei Nacht auf dem Gelände des Kennedy Space Center.